# Dimetrodon
Dimetrodon (que significa "duas medidas de dentes") era um gênero de predadores sinápsideos (um grupo de animais que inclui mamíferos e certos parentes extintos) que floresceu durante o período Permiano, vivendo há entre 280 e 265 milhões de anos. Foi mais estritamente relacionada aos mamíferos do que aos répteis, como os lagartos.
O Dimetrodon não era um dinossauro, apesar de ser popularmente agrupado com eles. Pelo contrário, é classificada como um sinapsídeo, assim como os mamíferos. Fósseis de Dimetrodon foram encontrados na América do Norte e Europa, bem como uma importante descoberta de pegadas de Dimetrodon no sul do Novo México, por Jerry MacDonald.
O nome "Dimetrodon" remete à sua peculiaridade e reafirma sua ligação com os mamíferos modernos. De fato os lagartos possuem pouca diferenciação na sua dentição, sendo que seus dentes variam mesmo no tamanho e no volume. Já o Dimetrodon possui dentes de dois tamanhos diferentes, especializados, um tipo para dilacerar e outro para moer, característica compartilhada com os mamíferos. Outro fato que salta aos olhos é a posição dos seus membros, nota-se pela imagem que o Dimetrodon já deixava sua postura reptiliana (com membros embaixo do corpo) para adotar uma postura reconhecidamente mamífera (com os membros dos lados do corpo).
Mas talvez a maior ligação entre esse sinapsídeo e os mamíferos modernos esteja ligada com essa estranha vela em suas costas. Répteis são pecilotermos ("temperatura de peixe") e seu calor corporal depende de sua exposição ao meio ambiente: Ambientes frios tendem a deixar o réptil mais inativo e letárgico. Ambientes quentes aumentam a temperatura do corpo do animal e o deixam mais ativo. Nos répteis a temperatura do corpo do animal depende de sua exposição ao sol. O Dimetrodon possuía essa vela, que agilizava o processo: perpendicularmente aos raios do sol, o animal absorvia muito mais calor e estaria em atividade na metade do tempo dos demais predadores - obedecendo a regra de que "o pássaro madrugador captura a minhoca" - enquanto os demais ainda estariam ao sol. Em paralelo aos feixes de luz, essa mesma vela serviria como um radiador, eliminando o excesso de calor do corpo do animal.
Dessa forma o Dimetrodon conseguia manipular a temperatura do seu corpo e esta já não dependia tanto de fatores estritamente ambientais. Essa capacidade de estabelecer e manter (mesmo que com limitações) a temperatura interna de seu corpo é o princípio da homeotermia, onde a temperatura do corpo não varia ou varia pouco. E essa característica está presente apenas em certos arcossauros  (incluindo as aves) e nos mamíferos. Daí esta tendência a aproximar o Dimetrodon aos mamíferos modernos e, de fato, segundo pesquisas arqueológicas apresentadas nos documentários mais conhecidos, este animal seria o protótipo e parente dos ancestrais de todos os mamíferos modernos, o braço que deu origem aos mamíferos atuais, ou pelo menos aos homeotermos em geral.

## Espécies

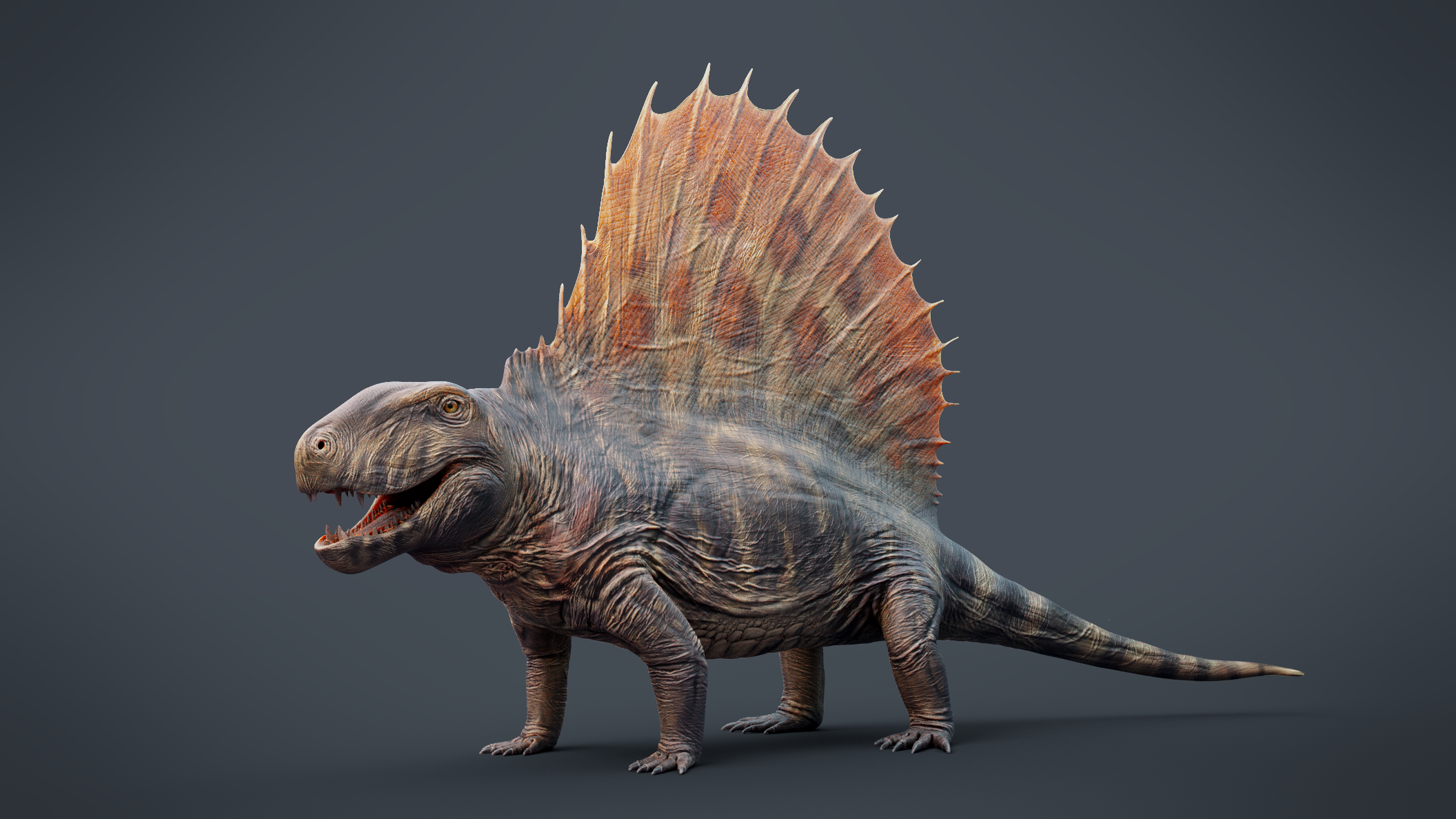
Reconstrução computadorizada de um Dimetrodon grandis.

| Espécie                   | Autoridade          | Local                    | Status                | Sinónimos | Imagens |
| ------------------------- | ------------------- | ------------------------ | --------------------- | --- | ------- |
| Dimetrodon angelensis     | Olson, 1962         | Texas                    | Válido                | |         |
| Dimetrodon borealis       | Leidy, 1854         | Ilha do Príncipe Eduardo | Válido                | Bathygnathus borealis |         |
| Dimetrodon booneorum      | Romer, 1937         | Texas                    | Válido                | |         |
| Dimetrodon dollovianus    | Case, 1907          | Texas                    | Válido                | Embolophorus dollovianus Cope, 1888 |         |
| Dimetrodon gigahomogenes  | Case, 1907          | Texas                    | Válido                | |         |
| Dimetrodon grandis        | Romer & Price, 1940 | Oklahoma Texas           | Válido                | Clepsydrops gigas Cope, 1878 Dimetrodon gigas Cope, 1878 Theropleura grandis Case, 1907 Bathyglyptus theodori Case, 1911 Dimetrodon maximus Romer 1936 |         |
| Dimetrodon kempae         | Romer, 1937         | Texas                    | Possível nomen dubium | |         |
| Dimetrodon limbatus       | Romer & Price, 1940 | Oklahoma Texas           | Válido                | Clepsydrops limbatus Cope, 1877 Dimetrodon incisivus Cope, 1878 Dimetrodon rectiformis Cope, 1878 Dimetrodon semiradicatus Cope, 1881                  |         |
| Dimetrodon loomisi        | Romer, 1937         | Texas Oklahoma           | Válido                | |         |
| Dimetrodon macrospondylus | Case, 1907          | Texas                    | Válido                | Clepsydrops macrospondylus Cope, 1884 Dimetrodon platycentrus Case, 1907                                                                               |         |
| Dimetrodon milleri        | Romer, 1937         | Texas                    | Válido                | |         |
| Dimetrodon natalis        | Romer, 1936         | Texas                    | Válido                | Clepsydrops natalis Cope, 1878 |         |
| Dimetrodon occidentalis   | Berman, 1977        | Arizona Novo México Utah | Válido                | |         |
| Dimetrodon teutonis       | Berman et al., 2001 | Alemanha                 | Válido                | |         |